# Topoloveni
Topoloveni é uma cidade da Romênia com 10.329 habitantes, localizada no judeţ (distrito) de Argeş.